# Movimiento Social Progresista
El Movimiento Social Progresista fue fundado en 1956 en Perú. Agrupó a una serie de intelectuales, dirigentes estudiantiles y sindicalistas de la época que apostaban por un cambio social, con planteamientos inspirados en el socialismo democrático. Los miembros fundadores fueron: Augusto Salazar Bondy, Sebastián Salazar Bondy, Santiago Agurto, Alberto Ruiz Eldredge, Francisco Moncloa, José Matos Mar y Abelardo Oquendo.   

## Organización
El movimiento tenía como principal órgano representativo a “Libertad”, un semanario político. Su organización estaba dirigida por una Junta Directiva. 
Como secretario general estuvo Germán Tito Gutiérrez – miembro de la Cámara de Diputados para el departamento de Arequipa en el año 1956, posterior candidato a la vicepresidencia en las elecciones de 1962. Como secretario de organización a José Matos Mar; de políticas a Alberto Ruiz Eldredge (posterior candidato a la presidencia con el movimiento para las elecciones de 1962); de economía a Ricardo Llaqui Descalzi; de asuntos laborales a Guillermo Sheen Lazo; de acción a Francisco Moncloa y, finalmente, como el secretario de juventudes a José Luis Villarán.
El movimiento social progresista propugnaba el socialismo humanista que buscaba dar y expandir espacios de desarrollo de las potencialidades de cada ser humano Asimismo, se inclinaban por la búsqueda del cambio de las estructuras socioeconómicas tradicionales (clasistas) y abogaban por un cambio estructural desde un enfoque social .

## Procesos electorales
La primera y única participación del Movimiento Social Progresista se dio en el año 1962. El único precedente al golpe militar y donde no se alcanzó el total requerido para determinar un ganador (un tercio de votos a favor del total de la población electoral). 
El proceso electoral de 1962 se inició el 1 de abril de 1962 con el cierre de lista o la fecha máxima o como cese del proceso de inscripción de listas. Posterior al cierre, se tuvo un total de 7 candidatos a la presidencia, 12 para la primera y segunda vicepresidencia. Además, se presentaron un total de 125 listas con 165 candidatos para el Senado y 986 candidatos para diputados. 
La elección del Presidente de la República, para los 55 senadora y 186 diputados tenía que estar definida por el total de la población electoral que ascendía a 2 222 826 millones de peruanos. Las elecciones se llevaron a cabo el 10 de julio de 1962. 
Los principales partidos políticos que se presentaron a ese proceso electoral fueron el APRA con Víctor Raúl Haya de la Torre, Acción Popular con Fernando Belaúnde Terry a la cabeza y el UNO (Unión Nacional Odriísta) que pretendía llevar a Manuel Odría al banco presidencial por tercera vez. 
El Movimiento Social Progresista no fue omiso en este proceso y envió como candidatos a Presidencia a Alberto Ruiz Eldredge; al puesto de primer vicepresidente a Germán Tito Gutiérrez y a la segunda vicepresidencia a Luis Nieto Miranda. 
A pesar de ser su primera elección, los resultados electorales no fueron óptimos para el movimiento. Para la presidencia, Eldredge obtuvo un total de 9 202 votos. Por otro lado, las dos vicepresidencias obtuvieron número de votos muy similares, la primera vicepresidencia alcanzó un total de 11 370 votos, mientras que la segunda vicepresidencia obtuvo un total de 11 204 votos . 
Además de no contar con los votos suficientes para la presidencia y vicepresidencia, el partido no obtuvo ningún escaño en el senado ni en la cámara de los diputados a pesar de que varios de sus miembros, incluido José Matos Mar se postuló al Congreso en dicho año. 
Las elecciones de 1962 comprendieron un hito singular en la historia electoral del Perú. Dado que ninguno de los candidatos a la presidencia obtuvo más del tercio de votos válidos del electorado, el Jurado Nacional de Elecciones procedió a enviar al Congreso una carta señalando que ninguno de los candidatos a la presidencia había alcanzado la barrera y proponía volver a convocar a elecciones, que se llevaron a cabo, posteriormente, en 1963 y se eligió como presidente a Fernando Belaúnde Terry.

## Legado
El movimiento no obtuvo mayor popularidad ya que en las elecciones alcanzaron un mínimo porcentaje de votación (0.54%) en la elección presidencial. Sin embargo, cada uno de sus miembros fueron o son muy importantes para el campo académico y político nacional, además del impacto social que generaron. Dentro de los miembros más importantes se destacan: 
José Matos Mar , reconocido antropólogo peruano. Además, fue gestor, fundador y director del IEP (Instituto de Estudios Peruanos) durante 20 años . Augusto Salazar Bondy, filósofo, educador y periodista peruano. Alberto Ruiz Eldredge, uno de los más grandes constitucionalistas e importante figura de la política peruana. Sebastián Salazar Bondy, un gran poeta, periodista y dramaturgo peruano. Luis E. Valcárcel, parte del grupo fundador del IEP. Importante representante de la corriente indigenista peruana y fundador del Instituto Indigenista Peruano .Jorge Bravo Bresani, otro miembro del grupo fundador del IEP; fue ingeniero y, además, se desempeñó como empresario y docente universitario; y Germán Tito Gutiérrez. 
Otros miembros fueron: 
- Manuel Jesús Orbegoso:[4] Nacido en Otuzco en la región de la Libertad en el año 1923. Fue un reconocido periodista especialista en la redacción de crónicas, testimonios y reportajes de los principales sucesos locales y exteriores. Fue reportero para el diario El Comercio por más de 30 años, catedrático en la UNMSM (Universidad Nacional Mayor de San Marcos) de la carrera de periodismo. A lo largo de su amplia trayectoria profesional, se desempeñó como corresponsal del diario en la guerra de Vietnam, Camboya, Líbano, etc. El recordado periodista también entrevisto a un gran número de personalidades mundiales.

- Germán Berrios:[5]Nació en Tacna en el año 1940. Su formación profesional la realizó en Lima, convirtiéndose en médico y filósofo al mismo tiempo. Su carrera profesional estuvo caracterizada por una serie de galardones obtenidos por su impecable labor profesional. Actualmente, se desempeña como catedrático en Inglaterra. En el semanario ‘Libertad’ estuvo a cargo de la satírica columna ‘Palo Amargo’.

Otro importante aporte del Movimiento Social Progresista fue la difusión de su órgano político “Libertad”. Un semanario, de cada miércoles, en el que se exponían distintas noticias sobre la coyuntura política nacional e internacional; además contaba con secciones de columnas de opinión, apoyo sindical, una línea humorística, entre otras. En cada una de sus páginas se reflejaban sus principales lineamientos e ideales social progresistas. La revolución cubana representó un punto de influencia para los intelectuales miembros del movimiento y, determinó también gran parte de la literatura de izquierda de la época. 
Los miembros responsables del semanario fueron: Adolfo Córdova, Sebastián Salazar Bondy, Abelardo Oquendo; sin embargo, la figura más representativa del grupo dirigente fue el periodista Luis Felipe Angell, más conocido por su pseudónimo “Sofocleto”. Se cuenta que, la distribución del semanario ascendía a veinticinco mil ejemplares por semana
Asimismo, el semanario contaba con un comité de redacción, encargado de seleccionar y revisar los contenidos, verificar cada una de las ediciones. Los miembros del comité fueron Jorge Bravo Bresani, Adolfo Córdova, Germán Tito Gutiérrez, Abelardo Oquendo, Sebastián Salazar Bondy, entre otros. En el año 1961, el semanario fue suspendido por un breve tiempo y se desataron una serie de protestas en contra del cese de la libertad de expresión. El primer titular posterior a la suspensión estuvo enfocado en agradecer a las personas que habían salido a manifestar en contra del cierre del semanario. Para finales de 1962, luego de los resultados electorales de las elecciones y su bajísima aprobación popular, el Movimiento Social Progresista decidió disolverse.